# چبیسواویک، وئیودشیپ شویئتوکرزیسکیه
چبیسواویک، وئیودشیپ شویئتوکرزیسکیه (به لاتین: Trzebiesławice, Świętokrzyskie Voivodeship) یک سکونتگاه مسکونی در لهستان است که در Gmina Łoniów واقع شده‌است.

## خصوصیات
چبیسواویک ۲۴۰ نفر جمعیت دارد.